# Günther Weisenborn

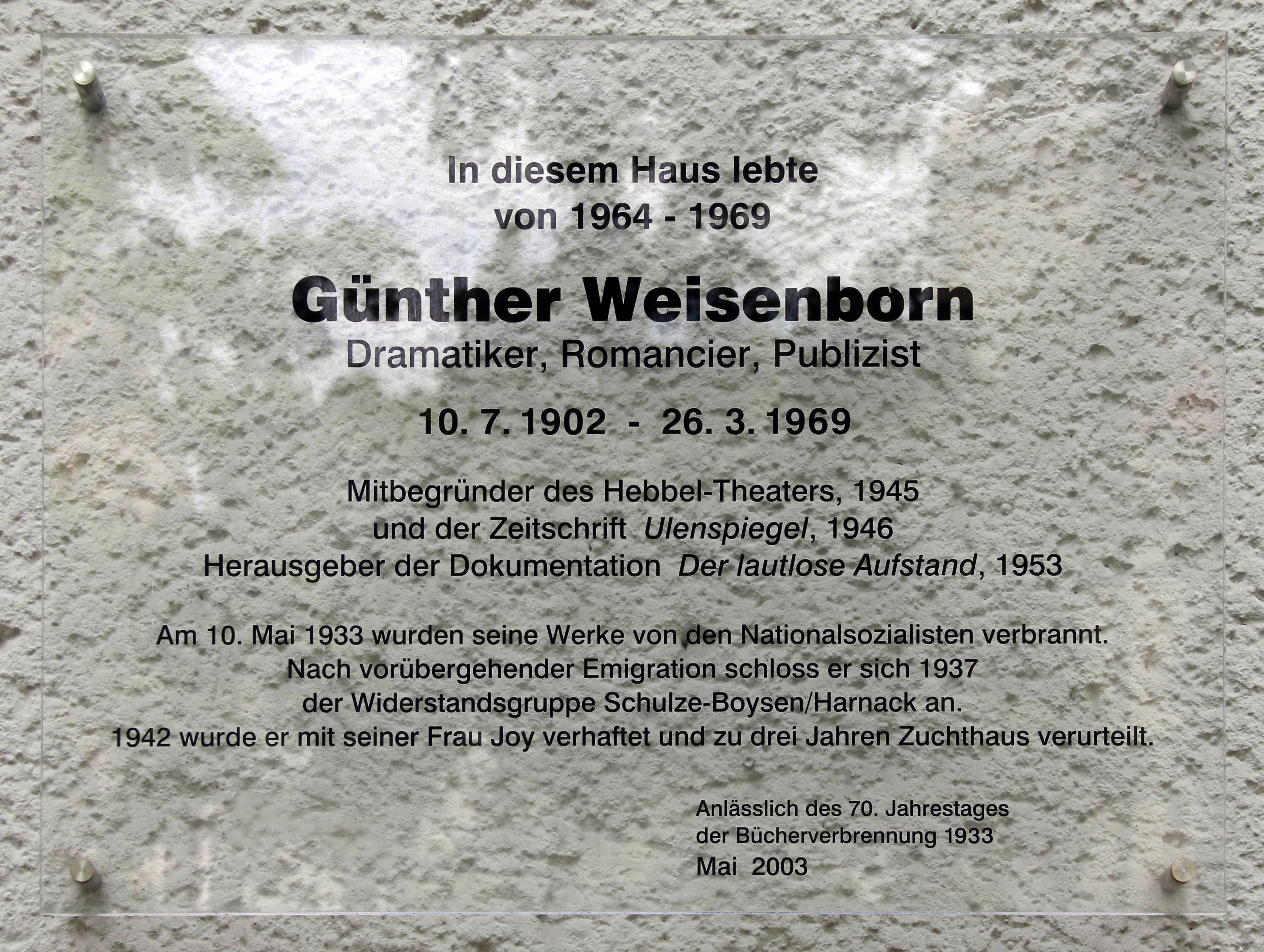
Pamětní deska v Berlíně (Niedstraße 25)

Günther Weisenborn (10. července 1902, Velbert, dnes Severní Porýní-Vestfálsko – 26. března 1969, Západní Berlín) byl německý prozaik a dramatik.

## Život
Weisenborn se narodil roku 1902 ve Velbertu, ale vyrůstal Opladenu (nyní součást města Leverkusen). Počátkem 20. let pracoval na volné noze pro místní noviny Opladener Zeitung a studoval germanistiku a lékařství na univerzitách v Kolíně nad Rýnem, Bonnu a Berlíně. Po ukončení studií v roce 1927 působil v několika divadlech a roku 1928 se stal dramaturgem v berlínském Volksbühne (Lidové divadlo), kde byla v tom samém roce uvedena jeho protiválečná divadelní hra U-Boot S4 (Ponorka S4). V letech 1928 až 1930 žil v Argentině, kde se živil jako dělník a poštovní jezdec. Z tohoto pobytu vytěžil náměty pro několik svých děl.
Když se v Německu dostali k moci nacisté, byly jeho knihy zakázány a spáleny. Weisenborn však pokračoval v psaní pod různými pseudonymy, například Christian Munk nebo Eberhard Förster. Roku 1936 emigroval do Argentiny a o rok později do New Yorku, ale v roce 1939 se vrátil zpět do vlasti a naoko spolupracoval s nacistickými kulturními organizacemi (byl například dramaturgem Schillerova divadla v Berlíně). Ve skutečnosti však byl členem protinacistické odbojové skupiny Rudá kapela (Die Rote Kapelle). Roku 1941 se oženil s Margarete Schnabelovu (1914–2004), které přezdíval Joy. Roku 1942 byl zatčen a odsouzen za velezradu k deseti letům vězení. V dubnu roku 1945 byl osvobozen sovětskou Rudou armádou.
Po skončení války byl v letech 1945 až 1947 společně s Herbertem Sandbergem spoluvydavatelem a redaktorem satirického časopisu Ulenspiegel. Věnoval se také divadlu, nejprve v Západním Berlíně a pak v Hamburku jako hlavní dramaturg v Hamburger Kammerspiele. Roku 1953 vydal knihu Der lautlose Aufstand (Tichá vzpoura) souhrnně popisující německý odboj během druhé světové války. Přednáškové turné jej přivedlo do Barmy, Číny, Indie, Sovětského svazu, Anglie, Francie, Československa a Polska. Stal se z něho pacifista a vystupoval proti znovuvyzbrojení Západního Německa a jaderné hrozbě. Od roku 1964 žil trvale v Západním Berlíně, kde také roku 1969 zemřel.
Weisenborn je v mnohém považován za pokračovatele Bertolta Brechta. K rysům jeho díla patří dokonalé zvládnutí stylových možností dramatu, živý jazyk, intenzita scén a společenská angažovanost. Za své dílo obdržel řadu ocenění. V říjnu roku 1969 mu byl rozhodnutím prezidia Nejvyššího sovětu Sovětského svazu posmrtně udělen Řád Vlastenecké války prvního stupně.

## Dílo

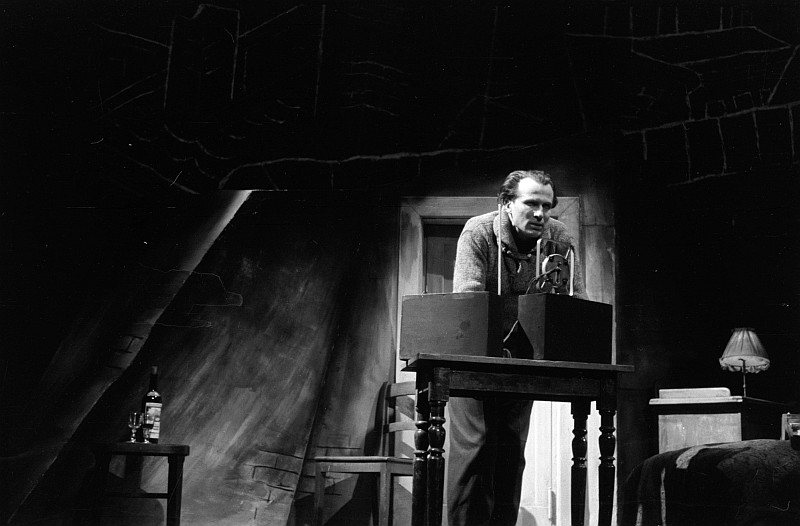
V ilegalitě, premiéra divadelní hry v roce 1946

### Divadelní hry
- U-Boot S4 (1928, Ponorka S4), protiválečná divadelní hra.
- SOS oder die Arbeiter von Jersey (1929, SOS aneb Dělníci z Jersey), sociální drama.
- Die Mutte (1931, Matka), společně s Bertoltem Brechtem adaptace románu Maxima Gorkého.
- Warum lacht Frau Balsam? (1933), komedie, společně s Richardem Huelsenbeckem.
- Die Neuberin (1934), společně s Eberhardšm Keindorffem, pod pseudonymem Christian Munk.
- Die Illegalen (1946, V ilegalitě), zpracování zážitků z odboje a z vězení.
- Babel (1947, Babylón).
- Drei ehrenwerte Herren (1951, Tři čestní pánové), komedie.
- Zwei Engel steigen aus (1954, Dva andělé vystupují), veselohra.
- Lofter oder Das verlorene Gesicht, (1956, Lofter aneb Ztracená tvář), balada o muži, který se směje.
- Die Familie von nevada, (1958, Rodina z Nevady).
- Fünfzehn Schnüre Geld (1958), adaptace staré čínské hry.
- Das Glück der Konkubinen (1964, Štěstí konkubín), tragikomedie volně napsaná podle staré čínské hry.
- Die Familie von Makabah (1970), posmrtně.

### Próza
- Barbaren (1931, Barbaři), román.
- Das Mädchen von Fanö (1935, Dívka z Fanö), román, pod pseudonymem Eberhard Förster.
- Die Furie (1937, Furie), román s četnými autobiografickými rysy založený na autorově pobytu v Argentině, jehož jádrem je tragický milostný příběh německého lékaře na pozadí boje domorodců proti kolonizátorům.[4]
- Traum und Tarantel (1937, Sen a tarantule), povídky z Argentiny vydané pod pseudonymem Christian Munk.
- Einsame Herde (1938, Osamělé stádo), dobrodružné příběhy z Argentiny vydané pod pseudonymem Christian Munk.
- Die Aussage (1947, Prohlášení), novela o vězni gestapa.
- Memorial (1948, Memoriál), autobiografie, uvedená Předmluvou pro příští generace (Vorrede für die Nachgeborenen). Kniha je psána zajímavou formou neustále se střídajících záběrů ze života a utrpení německých antifašistických bojovníků ve smutně proslulé špandavské věznici se záběry ze života ve světě.[4]
- Zwei Männer (1949, Dva muži), povídka.
- Der lautlose Aufstand (1953, Tichá vzpoura), kniha souhrnně popisující německý odboj během druhé světové války.
- Der dritte Blick (1956, Třetí pohled), román.
- Auf Sand Gebaut (1956, Stavěno na písku), román.
- Der Verfolger (1961, Pronásledovatel), česky jako Stříbrná šestka, román řešící problém odplaty za zradu. Hrdina knihy se pokouší potrestat člověka, který vydal za války gestapu své přátele, a jehož již nelze odevzdat soudu.
- Am Yangtse steht ein Riese auf. Notizbuch aus China (1961), cestopisné zápisky z Číny.
- Der gespaltene Horizont (1965, Rozdělený horizont), autobiografie.
- Ein gleichgültiger Mittwoch (1967, Lhostejná středa), povídka varující před jaderným zbrojením.

### Ostatní
- Ahnung (1942, Idea), báseň napsaná v nacistickém vězení.
- Der 20. Juli, scénář k německému filmu režiséra Falka Harnacka z roku 1955.
- Flachsmann als Erzieher, scénář k německému televiznímu filmu režiséra Rolfa von Sydow z roku 1968 podle komedie Otto Ernsta z roku 1911.
- Wenn wir endlich frei sind – Briefe, Lieder, Kassiber 1942–1945 (1984), napsáno společně s autorovou manželkou.

## Filmové adaptace
- Das Mädchen von Fanö (1941, Dívka z Fanö), německý film, režie Hans Schweikart.
- Twee engelsen op bezoek (1963, Dva andělé vystupují), belgický televizní film, režie Tone Brulin.
- Zwei Engel steigen aus (1967, Dva andělé vystupují), německý (NDR) televizní film, režie Hans Knötzsch.
- Viisitoista narua rahaa (1969), finský televizní film podle hry Fünfzehn Schnüre Geld, režie Jaakko Pakkasvirta.
- Der Verfolger (1961, Pronásledovatel), německý televizní film, režie Falk Harnack.

## Česká vydání
- Lofter aneb Ztracená tvář, ČDLJ, Praha 1957, přeložili Josef a Eva Balvínovi, písně Jiří Šotola.
- Dva andělé vystupují, ČDLJ, Praha 1958, přeložil I. Letov a Jiří Stach.
- Matka, ČDLJ, Praha 1961, přeložil Rudolf Vápeník.
- Memoriál, Naše vojsko, Praha 1963, přeložil Jiří Stach.
- Furie, Svobodné slovo, Praha 1963, přeložila Alena Vaňková.
- Štěstí konkubín, Dilia, Praha 1966, přeložil Jiří Stach.
- Stříbrná šestka, Naše vojsko, Praha 1969, přeložil Jiří Stach.
- Osamělé stádo, Albatros, Praha 1987, přeložil Jiří Stach.